# CCCF
CCCF (Centrala de Construcții Căi Ferate) București este o companie de construcții din România.
Societatea de construcții CCCF București a fost creată în cadrul administrației de stat în anul 1883, sub denumirea „Serviciul lucrări noi” din cadrul Direcției Generale a Căilor Ferate Române.
În 1991 a devenit societate pe acțiuni cu capital de stat, iar în 1995 a fost privatizată prin metoda MEBO.
Profilul de activitate cuprinde lucrări inginerești pentru cale ferată, drumuri, poduri, metrou, aeroporturi, lucrări civile și industriale, administrative și edilitare.
Printre cele mai importante lucrări executate se numără modernizarea aeroportului Otopeni, linia 41-metrou ușor, DN 1 Câmpina-Comarnic, podul de cale ferată Giurgiu-Ruse.
Începând cu anul 1975, CCCF a participat la construcția metroului din București.
Societatea are filiale și sucursale la Timișoara, Cluj, Brașov, Pitești, Deva și Fetești.
Grupul CCCF are sucursale la Deva pentru drumuri și poduri, la Blejoi pentru prefabricate și mai deține 10 agenții în țară.
În iunie 2008, omul de afaceri Horia Simu, care deține producătorul de cupru Cuprom, a devenit acționarul majoritar al companiei, cu 64% din acțiuni, în urma derulării unei majorări de capital de circa 13,8 milioane de euro.
Înainte de aceasta acționarul majoritar era Asociația Salariaților, care grupa aproximativ 6.000 de acționari, cu o deținere aproximativ 95% din capitalul social al companiei.
CCCF deține pachetul majoritar de acțiuni la compania Arpom - firmă specializată în pardoseli și finisaje speciale
iar până în aprilie 2010 a dețnut și pachetul majoritar la Societatea de Construcții în Transporturi București.
De asemenea mai deține și un pachet de 47% din acțiuni la Dunapref Giurgiu.
Număr de angajați:
- 2008: 3.000[8]
- 2001: 8.600[2]

Cifra de afaceri:
- 2005: 29 milioane euro[9]
- 2004: 47 milioane euro[7]
- 2003: 60 milioane euro[10]
- 2002: 121 milioane euro[7]
- 2000: 100 milioane dolari[2]